# Leon Buśko (1894–1920)
Leon Buśko (ur. 31 marca 1894 w Samborze, zm. 17 sierpnia 1920 pod Zadwórzem) – porucznik piechoty Wojska Polskiego, kawaler Orderu Virtuti Militari.

## Życiorys
Urodził się w Samborze, ówczesnym mieście powiatowym Królestwa Galicji i Lodomerii.
W czasie I wojny światowej walczył w szeregach cesarsko-królewskiej Obrony Krajowej. Jego oddziałem macierzystym był 33 Pułk Piechoty Obrony Krajowej (w 1917 przemianowany na Pułk Strzelców Nr 33). Na stopień aspiranta oficerskiego został mianowany ze starszeństwem z 1 sierpnia 1915, a na stopień podporucznika ze starszeństwem z 1 sierpnia 1916 w korpusie oficerów rezerwy.
25 września 1919 został przyjęty do Wojska Polskiego z byłej armii austro-węgierskiej, z zatwierdzeniem posiadanego stopnia porucznika ze starszeństwem z 1 listopada 1918, zaliczony do Rezerwy armii z równoczesnym powołaniem do służby czynnej na czas wojny i przydzielony do Obozu Ćwiczebnego Lwów. Później został przeniesiony do 54 Pułku Piechoty Strzelców Kresowych, w którym dowodził 3. kompanią. Według kapitana Józefa Kuty, autora „Zarysu historji wojennej” porucznik Buśko poległ 17 sierpnia 1920 w bitwie pod Zadwórzem. Został umieszczony na „Liście strat Wojska Polskiego”, opublikowanej w 1934.
Mimo tego 25 listopada 1920 został zatwierdzony z dniem 1 kwietnia 1920 w stopniu porucznika, w grupie oficerów byłej armii austriacko-węgierskiej. Ponadto figurował w „Alfabetycznym spisie oficerów rezerwy” z 1922, jako porucznik rezerwy 86 Pułku Piechoty oraz „Rocznikach Oficerskich” z 1923 i 1924, jako kapitan rezerwy 4 Pułku Strzelców Podhalańskich. W opublikowanym w 1934 „Roczniku Oficerskim Rezerw” został umieszczony na „liscie oficerów zaginionych na terenie działań wojennych”, jako kapitan ze starszeństwem z 1 czerwca 1919 w korpusie oficerów rezerwy piechoty.

## Ordery i odznaczenia
- Krzyż Srebrny Orderu Wojskowego Virtuti Militari nr 3800 pośmiertnie[14]
- Brązowy Medal Waleczności[2][3]